# الجامعة التونسية لرفع الأثقال
الجامعة التونسية لرفع الأثقال (بالفرنسية: Fédération tunisienne d'haltérophilie)‏ هي جامعة رياضية تونسية تأسست في 28 أكتوبر 1956، تشرف على رياضة رفع الأثقال في تونس.

## أهداف
تهدف الجامعة إلى:
- تنظيم وتطوير ومراقبة ممارسة رياضة رفع الأثقال بمختلف أشكالها على التراب التونسي.
- إدارة وتنسيق أنشطة الجمعيات التي تضم الأعضاء الممارسين لرياضة رفع الأثقال بمختلف أشكالها.
- الدفاع عن مصالح رياضة رفع الأثقال في تونس.

## المسيرون
- الرئيس: على بن فضل
- نائب الرئيس:
- الأمين العام:
- أمين مال:
- الأعضاء:

## عضوية
وهي عضو بالاتحاد الدولي لرفع الأثقال، الاتحاد الأفريقي لرفع الأثقال والاتحاد العربي لرفع الأثقال.

## مقالات ذات صلة
- الاتحاد الدولي لرفع الأثقال

## وصلة خارجية
- الموقع الرسمي للجامعة التونسية لرفع الأثقال.